# Poiana Sibiului, Sibiu
Poiana Sibiului (în germană Pojana, Pojan, Flußau, Flussau, în maghiară Polyán, Pojána) este satul de reședință al comunei cu același nume din județul Sibiu, Transilvania, România. Se află în partea de vest a județului, în partea de NE a munților Cindrel, în regiunea Mărginimea Sibiului,  la 50 km spre vest față de municipiul Sibiu.

## Monumente istorice
- Biserica de lemn (Biserica din Deal).

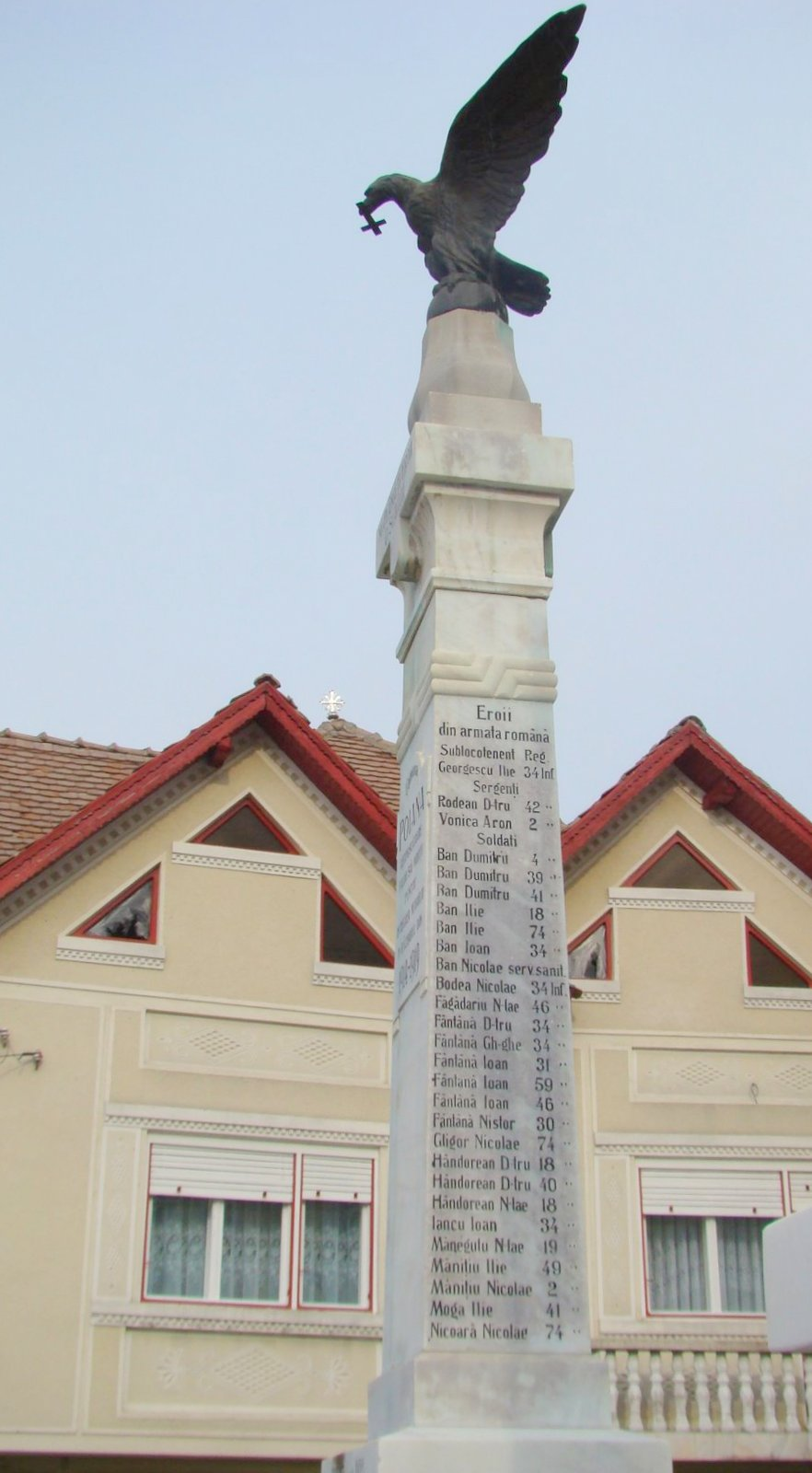

- Monumentul Eroilor Români din Primul Război Mondial. Obeliscul se află amplasat în fața Școlii Generale. Acesta a fost dezvelit în anul 1923, pentru cinstirea eroilor români căzuți în Primul Război Mondial. Monumentul are o înălțime de 5 m și este realizat din beton, marmură și bronz, fiind împrejmuit cu un zid din beton. Pe fațada Monumentului se află un înscris comemorativ: „Nu plângeți eroii/ ci slăviți-i“. Pe spatele obeliscului sunt înscrise numele a 26 eroi, iar pe fiecare dintre cele două laterale sunt înscrise numele a câte 28 eroi, care au luptat pentru dezrobirea neamului.

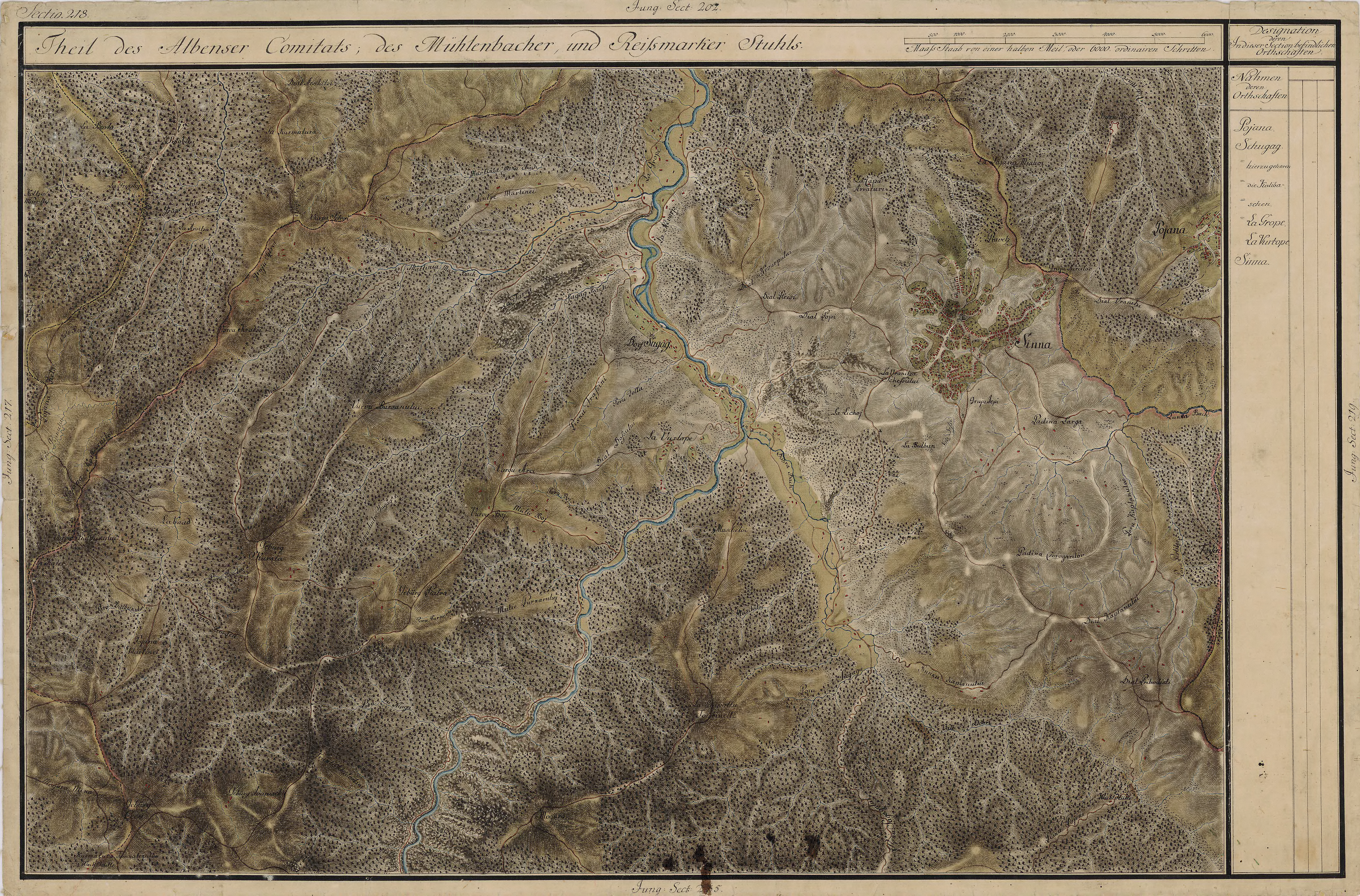
Poiana Sibiului în Harta Iosefină a Transilvaniei, 1769-1773

## Personalități
- Eugen Tănase (1914 - 2006), romanist, poet, prozator, traducător și dramaturg român, s-a născut la Poiana Sibiului.
- Ioan Branga (1863 - 1936), deputat în Marea Adunare Națională de la Alba Iulia 1918
- Ioan Ghișa (1881 - 1961),  deputat în Marea Adunare Națională de la Alba Iulia 1918
- Maria Badiu (1933 - 2018), interpretă de muzică populară din Mărginimea Sibiului

## Imagini

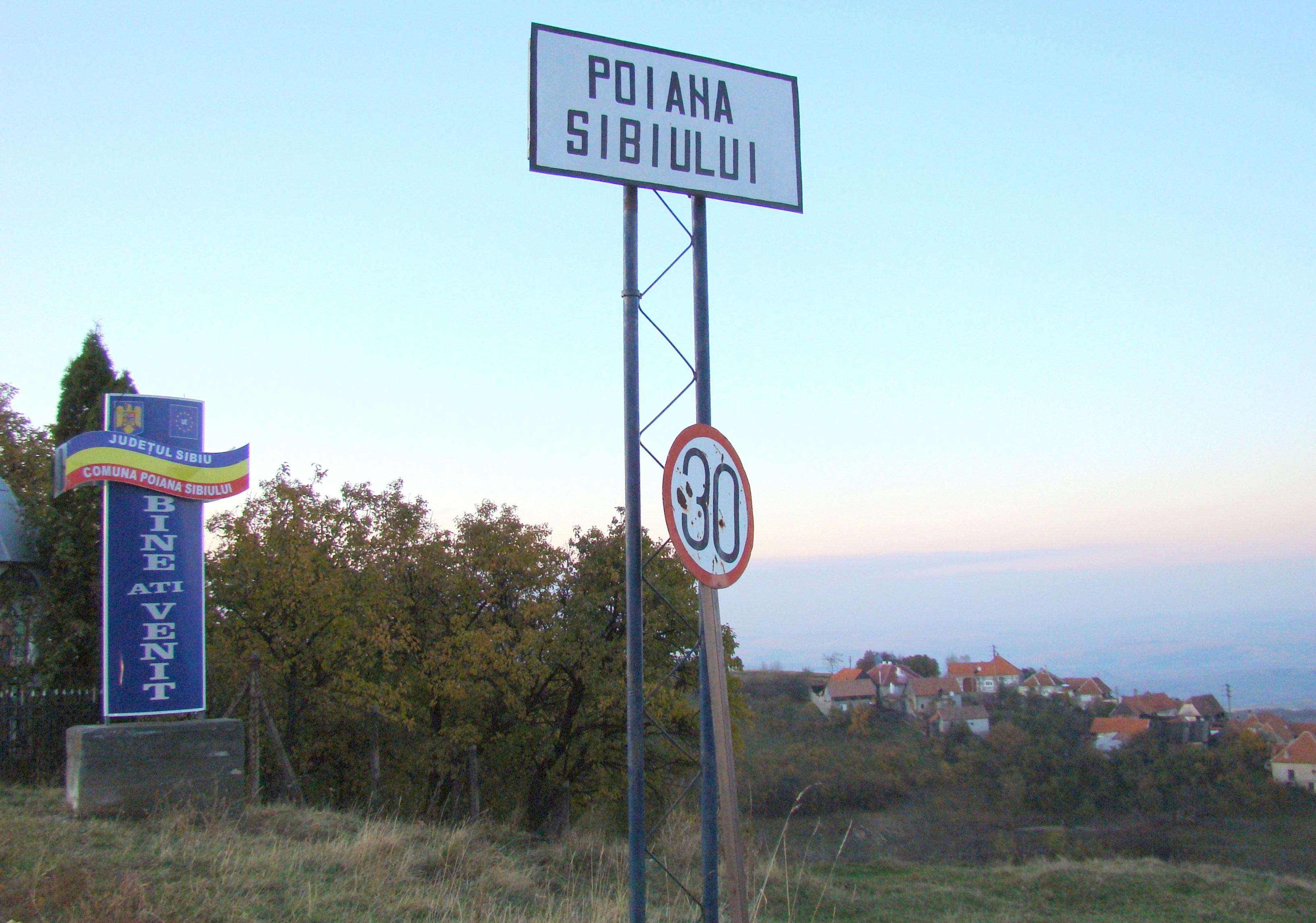
Intrarea în localitate
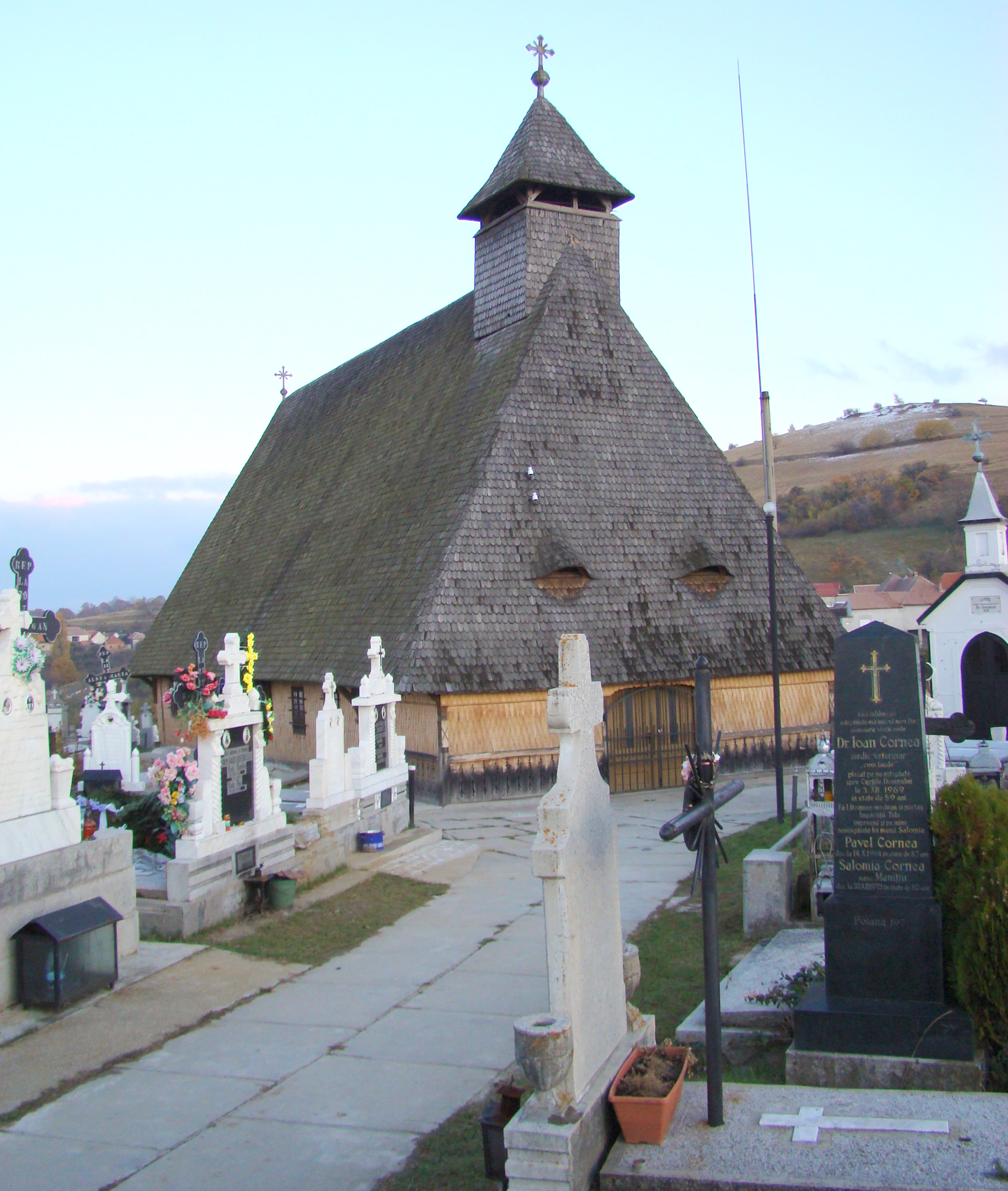
Biserica de lemn (monument istoric)
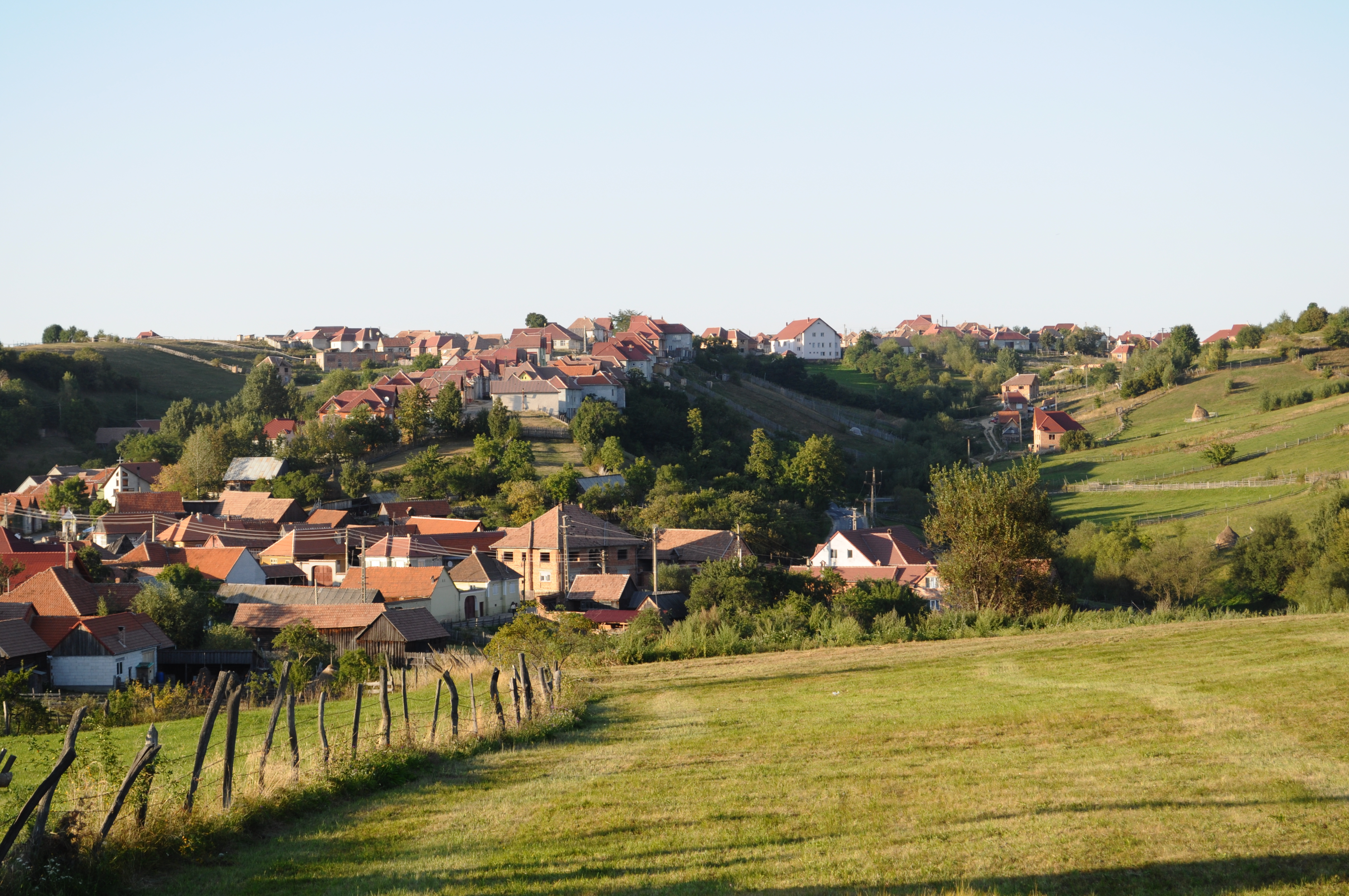
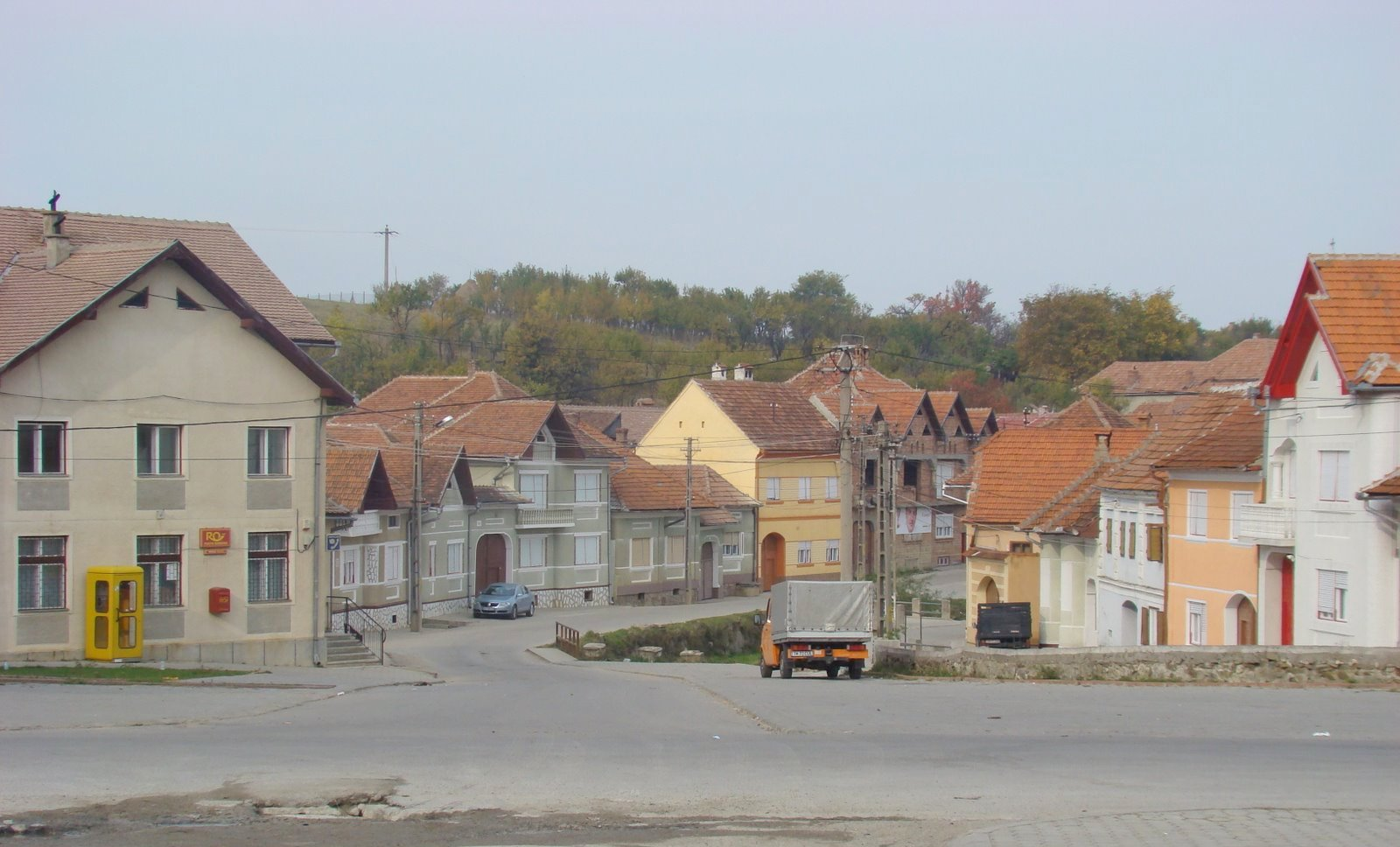
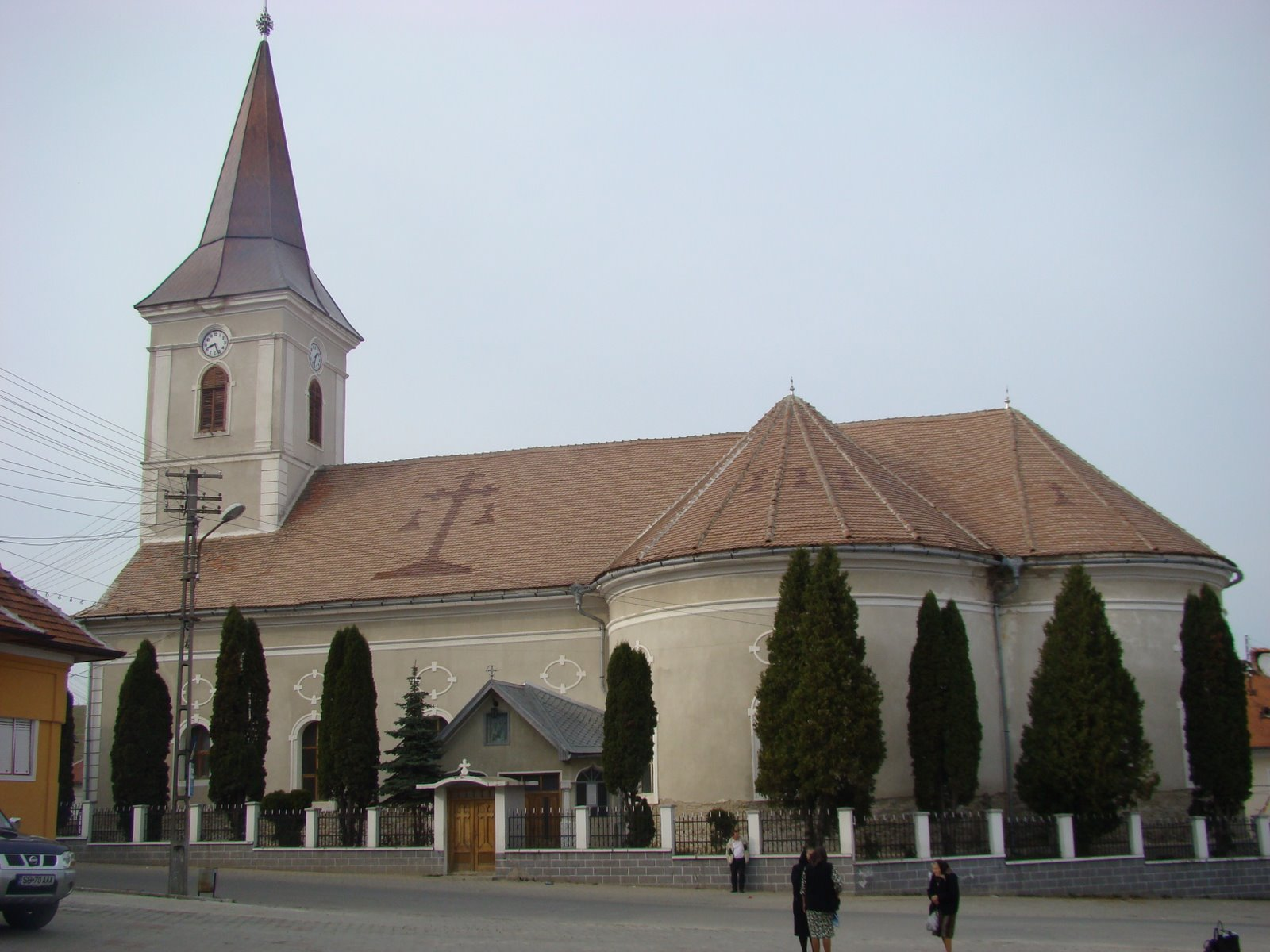
Biserica „Adormirea Maicii Domnului”
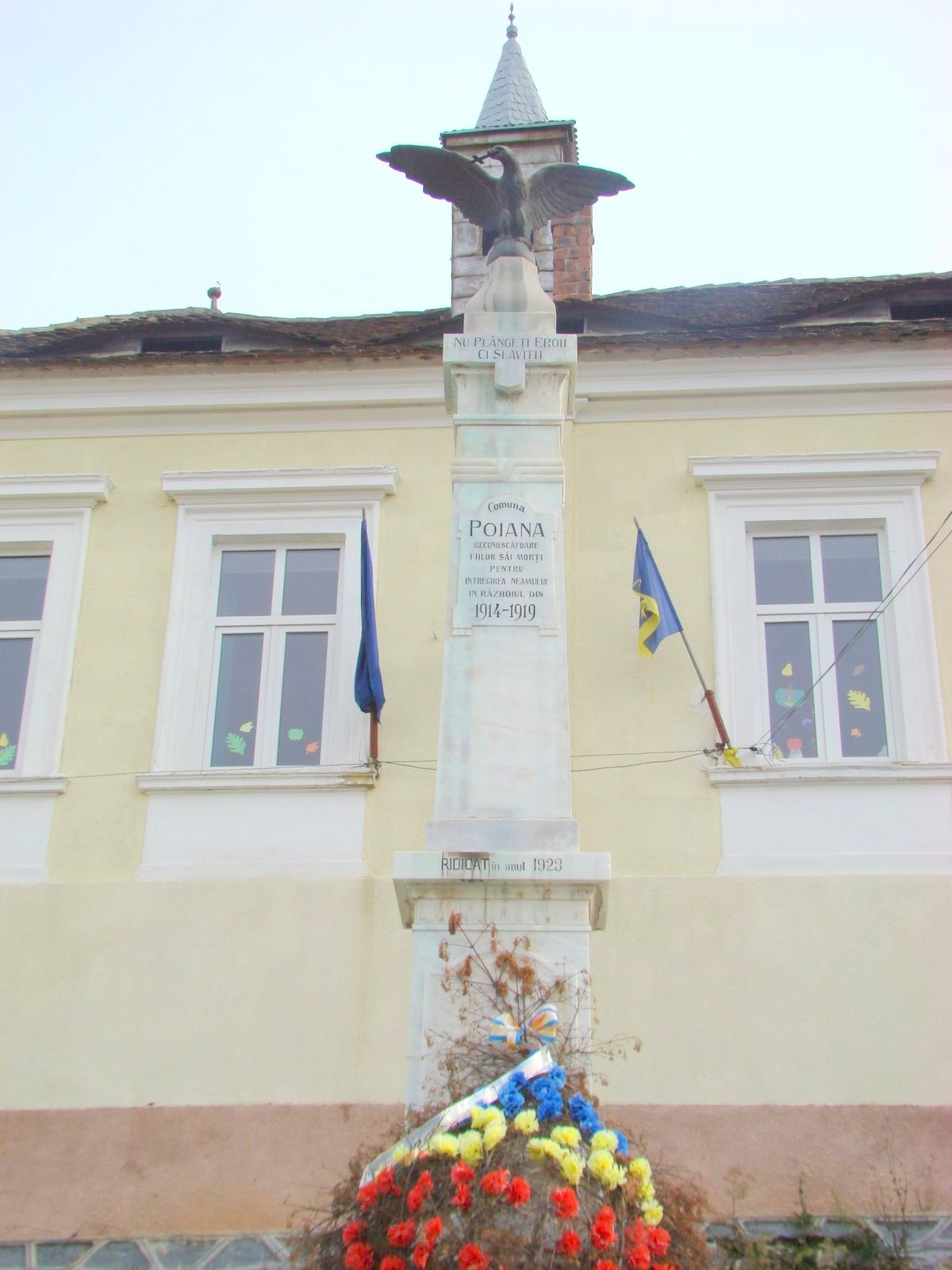
Monumentul eroilor